# Gusztos Péter
Gusztos Péter (Pásztó, 1976. június 7. –) korábbi SZDSZ-es politikus, 2002 és 2010 között országgyűlési képviselő, a SUHANJ! Alapítvány társ-alapítója (2010) és vezetője.

## Életrajza
A salgótarjáni Madách Imre Gimnáziumban érettségizett. Már 14 éves korától aktív segítője, nagykorúságának napjától tagja is az SZDSZ-nek.
Pártkarrierje
1999 őszén alapító tagja az SZDSZ Új Generációnak, melynek 2002-2003-ban elnöke, majd 2004-es lemondásáig alelnöke.
2000-2010 között tagja az SZDSZ Országos Tanácsának (OT).
2001-2002-ben salgótarjáni, 2001-2003 közt Nógrád megyei elnök.
2001-2009 között a párt országos ügyvivője, az Országos Ügyvivői Testület (ÜT, ez a pártelnökség megfelelője volt az SZDSZ-ben) tagja.
Az Országgyűlésben
A 2002-es és 2006-os országgyűlési választásokon az SZDSZ országos listájáról szerzett mandátumot.
Első parlamenti ciklusában a környezetvédelmi és az oktatási, második képviselői terminusában pedig az emberi jogi, kisebbségi, civil- és vallásügyi bizottság tagjaként dolgozott.
2007-2010 között az SZDSZ parlamenti képviselőcsoportjának frakcióvezető-helyetteseként tevékenykedett.
Politikai pályafutásának befejezése
2009 őszén bejelentette, hogy nem indul a 2010-es országgyűlési választásokon, de párt- és frakciótagságát a 2006-os ciklus végéig fenntartotta.
2010 májusában, az új Országgyűlés megalakulásának napján kilépett az SZDSZ-ből, a kilépését bejelentő levélben így fogalmazott:
"Közéleti tevékenységem civil keretek között folytatom, ahogy eddig is, ezután is az emberi jogok és az esélyegyenlőség kérdésével fogok foglalkozni."
Elismerései
2005 Háttér-díj
2008 Radnóti Miklós antirasszista díj
2010 után
2010 nyarán feleségével, Kovács Patrícia színésznővel létrehozták a SUHANJ! Alapítványt, melynek azóta is vezetője.
Magánélete
Két házasságából egy-egy lánya született, Sára és Hanna. Második felesége Kovács Patrícia színésznő, akivel 8 éves házasság után 2018 májusában váltak el.
Hobbija a hosszútávfutás és a triatlon. Több, mint félszáz maratoni, vagy annál hosszabb, úgynevezett ultra távot teljesített. Kétszeres ironman.